# Temelucha pictilis
Temelucha pictilis är en stekelart som beskrevs av Dasch 1979. Temelucha pictilis ingår i släktet Temelucha och familjen brokparasitsteklar. Inga underarter finns listade i Catalogue of Life.